# Шеремет, Василий Александрович
Василий Шеремет (21 марта 1949, Ланчин — 7 марта 2014, Киев) — участник, защитник Евромайдана. Герой Украины (2014, посмертно).

## Биография
Уроженец Ланчина, родился в многодетной семье, в которой было девять детей. Перед выходом на пенсию работал в пекарне и охранником на стройках. Последние несколько лет проживал в Киевской области.

## Память
Похороны состоялись в воскресенье, 9 марта.

### Награды
- Звание Герой Украины с вручением ордена «Золотая Звезда» (21 ноября 2014, посмертно) — за гражданское мужество, патриотизм, героическое отстаивание конституционных принципов демократии, прав и свобод человека, самоотверженное служение Украинскому народу, обнаруженные во время Революции достоинства[1].
- Медаль «За жертвенность и любовь к Украине» (УПЦ КП, июнь 2015) (посмертно)[2].